# باکتری گرم-مثبت

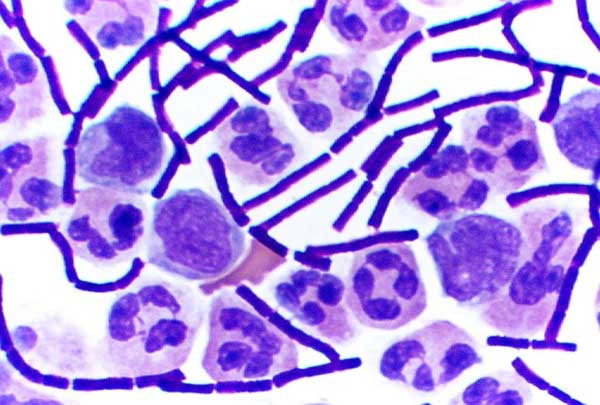
رنگ‌آمیزی گرم در باکتری باسیلوس آنتراسیس

باکتری‌های گِرَم مثبت شامل گروهی از باکتری‌هاست که در برابر رنگ‌آمیزی گرم واکنش مثبتی دارند؛ آن‌ها با جذب کریستال ویوله توسط پپتیدوگلیکان موجود در دیواره، به رنگ آبی تیره و بنفش دیده می‌شوند.
دیوارهٔ سلولی باکتری‌های گرم مثبت معمولاً فاقد غشای خارجی است که در گرم منفی‌ها یافت می‌شود.
جالب است که بدانید باکتری مایکوپلاسما از نظر دیواره سلولی مانند باکتری‌های گرم مثبت است.
باکتری‌های گرم مثبت به سختی و با حرارت رنگ‌آمیزی صورت می‌گیرد اما پس از رنگ‌آمیزی رنگ خود را به سختی از دست می‌دهند.

## پوشش سلولی گرم مثبت‌ها

ساختار دیواره سلولی گرم مثبت و گرم منفی

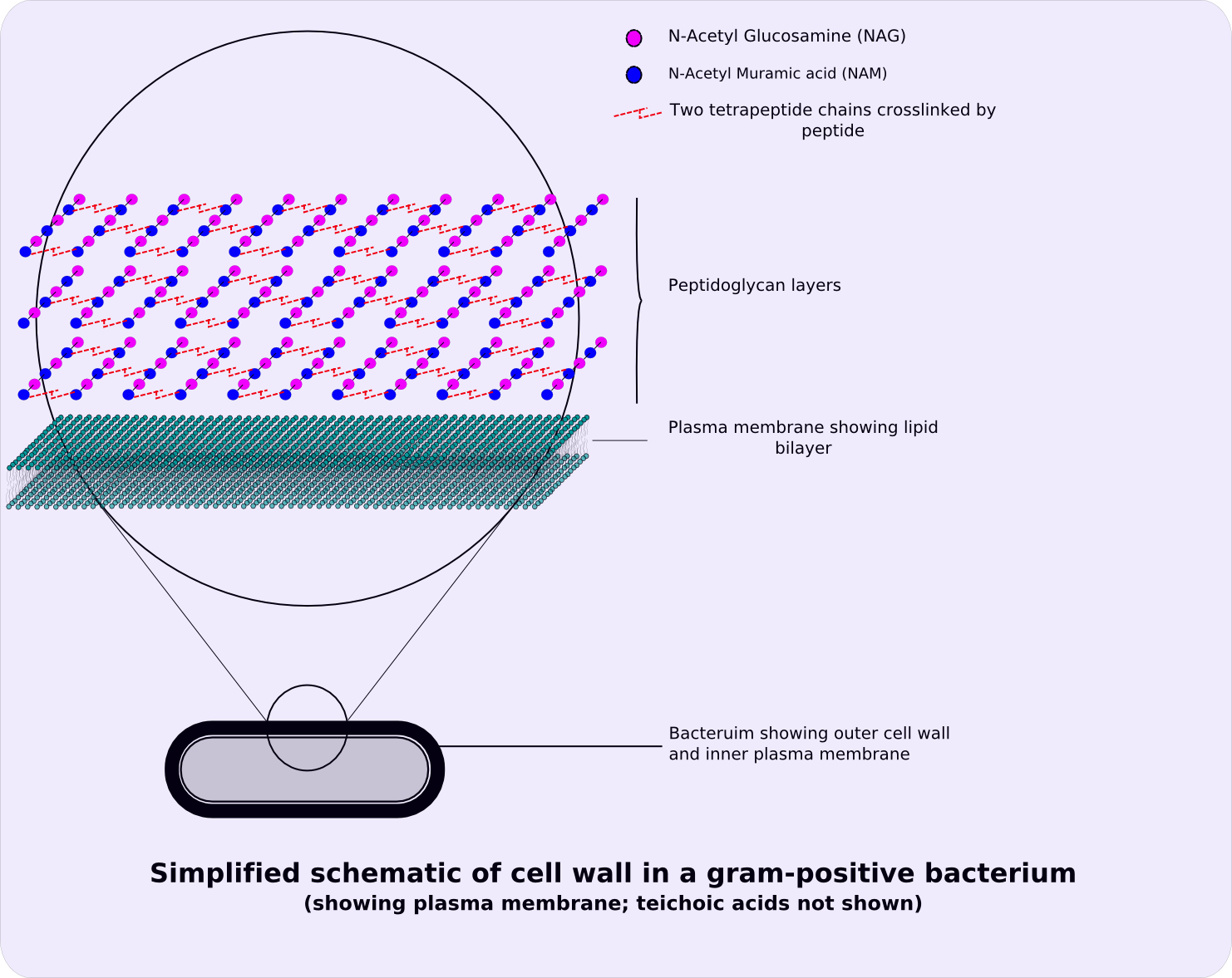
ساختار دیواره سلولی گرم مثبت

پوشش سلولی گرم مثبت‌ها نسبتاً ساده بوده، از دو تا سه لایه تشکیل شده‌است: غشای سیتوپلاسمی، یک یا چند لایه پپتیدوگلیکان ضخیم (که البته در باکتری های گرم منفی برعکس می باشد و لایه ی پپتیدوگلیکانی آنها نازک است)، و در بعضی باکتری‌ها یک لایه به نام کپسول باکتری یا یک لایه (S) در خارج وجود دارد.
دیواره یاخته باکتری‌های گرم مثبت عموماً چهار ویژگی دارند: غشای لیپیدی سیتوپلاسمیک، لایهٔ ضخیم پپتیدوگلیکان، وجود تیکوئیک اسید و لیپوتیکوئیک اسید در دیوارهٔ باکتری و زنجیره‌های پپتیدوگلیکان با پیوندهای عرضی. در باکتری‌های گرم مثبت روی پپتیدوگلیکان یک لایه تیکوئیک اسید قرار گرفته که دارای ساختار پلی اُل فسفات است. اگر تیکوئیک اسید از غشا منشأ بگیرد به آن لیپو تیکوئیک اسید می‌گویند که در همهٔ گرم مثبت‌ها وجود دارد.
یک مثال بارز از باکتری‌های گرم مثبت، استافیلوکوکوس‌ها هستند. این باکتری دیواره‌ای به قطر ۴۰ لایه دارد که در آن پیوندهای عرضی (پل‌های عرضی) بین پلی مرهای NAMA-NAGA از مجموع پنج گلایسین تشکیل شده‌است. پیوندهای عرضی در باکتری‌ها متغیر و متفاوت است و یکی از دلایل مهم استحکام این ساختار عظیم (پپتیدوگلیکان) وجود پل‌های عرضی است.

## مکانیسم رنگ‌آمیزی
روش گرم شامل چندین مرحله است که در هر مرحله فرایندهای شیمیایی خاصی اتفاق می‌افتد. مراحل به ترتیب زیر می‌باشند:
رنگ‌آمیزی با کریستال ویوله، آغشته کردن نمونه با محلول ید، شستشوی نمونه با رنگ بر، رنگ‌آمیزی با سفرانین یا فوشین.
رنگ‌آمیزی با کریستال ویوله موجب رنگ شدن تمام سلول‌ها می‌شود. سپس با اضافه کردن ید، ترکیب ید و کریستال ویوله در پپتیدوگلیکان به دام می‌افتند و رنگ بر موجب از بین رفتن غشاها و شسته شدن رنگ‌های غیر از پپتیدوگلیکان می‌شود؛ که البته رنگ‌ها غشای سلول‌ها را به دلیل بار منفی‌ای که دارند رنگ می‌کنند (رنگ‌ها با بار مثبت و غشا با بار منفی). در این فاز سلول‌ها یا بی‌رنگ هستند یا به رنگ آبی دیده می‌شوند. سپس با اضافه کردن رنگ بازیِ دیگر، باکتری‌های بی‌رنگ به رنگ صورتی یا قرمز در می‌آیند.
با این مکانیسم مولکولی دو باکتری گرم مثبت و گرم منفی بر مبنای ساختار خود از هم تفکیک می‌شوند.

## طبقه‌بندی
نه تنها در قدیم بلکه امروزه نیز از این روش برای طبقه‌بندی باکتری‌ها استفاده می‌شود. در گذشته این روش در طبقه‌بندی و تبارشناسی میکروارگانیسم نقش پر رنگ‌تری داشته، اما امروزه این روش (رنگ‌آمیزی گرم) فقط مبنای تمییز باکتری‌هاست نه طبقه‌بندی آنها.
امروزه رنگ آمیزی گرم در علم تشخیص پزشکی پر کاربردتر است. این روش در طبقه‌بندی و تبارشناسی میکروبی جای خود را به روش‌های مولکولی داده‌است.